# Lăng Trường Hưng
Lăng Trường Hưng (tên Hán 長興陵), tức lăng của Thái Tôn Hiếu Triết Hoàng Đế - Nguyễn Phúc Tần (sinh ngày 18 tháng 7 năm 1620, mất ngày 30 tháng 4 năm 1687, là vị Chúa thứ tư của 9 đời Chúa Nguyễn, còn gọi là chúa Hiền hay Nguyễn Thái Tông). Dân gian quen gọi là lăng Chín Chậu.

## Vị trí
Lăng thuộc địa phận núi xã Hải Cát, phủ Thừa Thiên, nay là thôn Hải Cát, xã Hương Thọ, thị xã Hương Trà, thành phố Huế. Lăng nằm ở tả ngạn sông Hương, cách bờ sông khoảng 800m, cách trung tâm thành phố Huế khoảng 7 km về phía tây-nam.
Lăng Trường Hưng nằm cách Lăng Trường Diễn của Chúa Nguyễn Phúc Nguyên khoảng 650m về hướng nam.

## Bố cục kiến trúc
Lăng xoay mặt về hướng đông bắc. Phía trước lăng có một khoảng sân nhỏ. Trên sân có xây 10 chiếc chậu để trồng hoa và cây cảnh (vốn xưa chỉ có 9 chiếc nên dân gian mới gọi là lăng Chín Chậu). Ngoài ra còn có hệ thống bậc cấp đi lên sân gồm 7 bậc. Bậc cấp này mới được tu sửa lại.
Lăng có hai vòng thành hình chữ nhật bao quanh mộ. Vòng ngoài chu vi 210m, thành cao 2,57m. Vòng trong chu vi 52,8m, thành cao 1,97m. Bức phù điêu của bình phong sau cổng chính của lăng còn khá nguyên vẹn, mặt trước đắp hình đôi lân, mặt sau có hình rồng. Bình phong ở mặt sau vòng thành ngoài của lăng vẫn còn giữ được hình rồng khá chi tiết.
Lăng Trường Hưng mới được Nguyễn Phúc Tộc trùng tu năm 1996. Trong đợt trùng tu này có dựng thêm bia mộ bằng đá, khiến lăng trở thành lăng vị chúa Nguyễn duy nhất có văn bia. Mặt trước bia đề dòng chữ Hán "Thái Tông Hiếu Triết Trường Hưng Lăng 太宗孝哲長興陵". Mặt sau có khắc tiểu sử và công trạng của chúa Nguyễn Phúc Tần bằng tiếng Việt.
Mộ gồm 2 tầng hình chữ nhật, trong đợt trùng tu vừa qua đã được trang trí thêm hoa văn và được làm thêm 1 tầng dưới khá rộng. Tầng trên cùng rộng 193 cm, dài 271 cm, cao 22 cm. Tầng giữa rộng 241 cm, dài 326 cm, cao 18 cm. Tầng dưới cùng rộng 345 cm, dài 433 cm, cao 7 cm.

## Tình trạng
Công trình này được UBND tỉnh Thừa Thiên Huế xếp hạng di tích cấp tỉnh năm 2015. Hiện nay xung quanh lăng, cây cối um tùm, rậm rạp.